# Ultratop 50 Singles (Belgique néerlandophone)
Pour les articles homonymes, voir Ultratop 50 Singles.

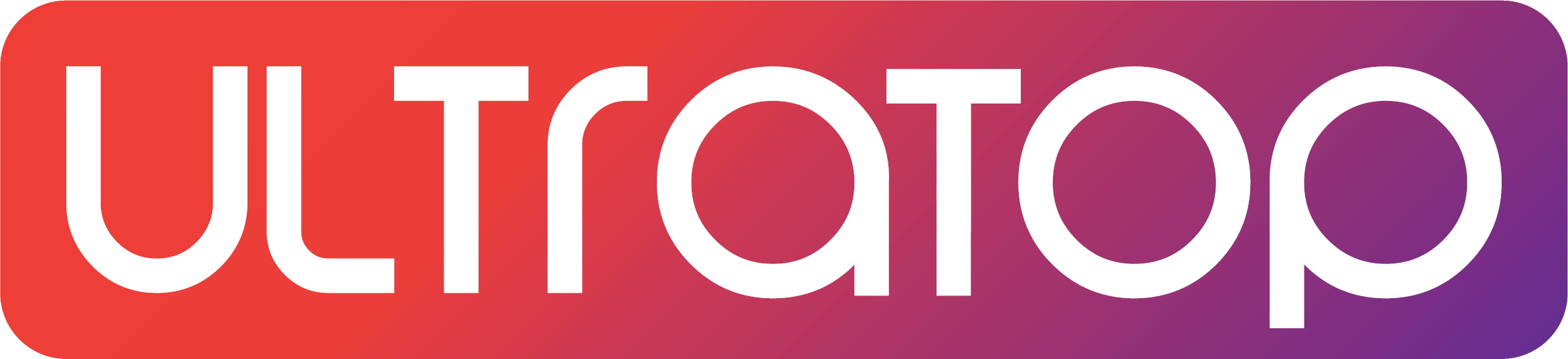
logo Ultratop

L'Ultratop 50 Singles est un classement hebdomadaire des singles en Flandre, en Belgique. 
Son équivalent pour la Région wallonne et Bruxelles-Capitale est l'Ultratop 50 Singles (Belgique francophone). Ces deux classements sont produits et publiés par l'ASBL Ultratop. Ils sont établis à partir des ventes de disques d'environ 750 points de vente et des téléchargements légaux. Ces marchés sont observés par la société GfK.